# Zbigniew Szafrański (działacz kolejowy)
Zbigniew Maciej Szafrański (ur. 5 stycznia 1957 w Łodzi) – polski elektryk i działacz kolejowy, prezes zarządu PKP PLK (2009–2012), przewodniczący Rady Nadzorczej CPK (od 2024).

## Życiorys
Ukończył studia na Wydziale Elektrycznym Politechniki Łódzkiej o specjalności trakcja elektryczna oraz studia podyplomowe na Wydziale Elektrycznym Politechniki Warszawskiej i studia menedżerskie na Wydziale Zarządzania Uniwersytetu Warszawskiego. W latach 1983–1990 pracował w PKP w Oddziale Zasilania Elektroenergetycznego w Łodzi, a następnie w PKP Lokomotywowni Łódź Olechów (1990–1994). W okresie od 1994 do 1997 pracował PKP Oddziale Zasilania Elektroenergetycznego w Słotwinach k. Koluszek, zaś w latach 1997–2001 w PKP Dyrekcji Elektroenergetyki Kolejowej w Warszawie. Następnie był członkiem zarządu PKP Energetyka Warszawie (2001–2004) i PKP SA (2004–2005). Następnie był wiceprezesem PKP PLK (2005–2006). W latach 2006–2008 pracował jako pełnomocnik Zarządu ds. Międzynarodowych PKP. Następnie w latach 2009–2012 pełnił funkcję prezesa zarządu PKP PLK. W latach 2012–2016 był Kierownikiem Ośrodka Instytutu Kolejnictwa. Od lutego 2024 członek Rady Nadzorczej oraz Przewodniczący Rady Nadzorczej CPK.
Ponadto prowadzi usługi w zakresie doradztwa kolejowego oraz był przewodniczącym: Wspólnoty Kolei Europejskich oraz Zarządców Infrastruktury Kolejowej (Community of European Railways) w Brukseli (2006–2008), Krajowej Sekcji Kolejowej Stowarzyszenia Inżynierów i Techników Komunikacji RP (2006–2014) oraz Międzynarodowego Związku Kolei (UIC) w Paryżu (2010–2012).
Jest założycielem i członkiem Klubu Miłośników Starych Tramwajów w Łodzi (od 1981), należy do Stowarzyszenia Menedżerów i Ekspertów Transportu Szynowego, jest współtwórcą wydawnictwa „EMI-PRESS” oraz periodyku „Technika Transportu Szynowego”, a także współtwórcą jj PKP Dyrekcji Elektroenergetyki Kolejowej (późn. PKP Energetyka).

## Wyróżnienia
- Odznaka honorowa „Zasłużony dla Kolejnictwa” (2001);
- Złota Odznaka Honorowa SITK RP (2005);
- Tytuł Europejskiego Inżyniera Kolejowego(inne języki) „Eurail Ing” przyznawany przez Europejską Unię Stowarzyszeń Transportowych UEEIV w Wiedniu (2007)[2];
- Złoty Krzyż Zasługi (2005)[2][1] – za zasługi dla rozwoju transportu kolejowego[1].